# Plastonomus octoguttatus
Plastonomus octoguttatus Simon, 1903 è un ragno appartenente alla famiglia Thomisidae.
È l'unica specie nota del genere Plastonomus.

## Distribuzione
L'unica specie oggi nota di questo genere è stata rinvenuta nel Madagascar: gli esemplari sono stati reperiti nel 1900 nelle zone delle tribù Mahafaly, nel sud dell'isola.

## Tassonomia
Dal 1903 non sono stati esaminati altri esemplari, né sono state descritte sottospecie al 2014.